# Teatua a Taepoa
Teatua a Taepoa ist eine kleine, unbewohnte Insel des Nanumea-Atolls im südpazifischen Inselstaat Tuvalu. Sie liegt im Zentrum des Atolls und ist 0,5 Hektar groß. Teatua a Taepoa ist dicht bewaldet.
Traditionellen Überlieferungen nach soll die Insel aus Sand entstanden sein, der aus Körben von zwei Frauen gerieselt ist, als sie vor dem   tongaischen Kriegsherren Tefolaha flohen.